# Доротея Лотарингская
Доротея Лотарингская (24 мая 1545 или 24 августа 1545, Денёвр, Лотарингия — 2 июня 1621, Нанси) — член Лотарингского дома, вторая супруга герцога Эриха II Брауншвейг-Каленбергского. Вторая дочь и третий ребёнок герцога Лотарингии Франсуа I и датской принцессы Кристины.

## Биография
Доротею назвали в честь тётки по материнской линии; она родилась увечной или хромой, что объяснялось стрессом её матери во время беременности (её отец умер через месяц после её рождения). В 1551 году её семью навестили тётя и дядя по материнской линии: «Обе милые маленькие девочки, вот только младшая хромает и не может ходить, из-за чего её дядя и тётя обнимали её ещё более нежно».
Доротея обладала определённым очарованием и весёлостью, благодаря которым её брат и его семья очень её любили. Она помогла своему брату спроектировать террасные сады герцогского дворца, украшенные фонтанами и оранжереями; в 1577 году он назвал колокол в новой башне с часами в Нанси в её честь. Она присутствовала на свадьбе короля Франции и Луизы Лотарингской в Реймсе в 1573 году.
26 ноября 1575 года в Нанси она вышла замуж за Эриха II, герцога Брауншвейг-Люнебургского, старого друга её семьи. Он овдовел, когда умерла его первая нелюбимая жена Сидония Саксонская. В 1578 году Доротея сопровождала Эриха в его военной экспедиции в Намюр, где он поддерживал Хуана Австрийского. В том же году Эрих участвовал в походе Филиппа Испанского в Португалию. Доротея жила при испанском дворе и стала личным другом короля. Он приказал выплачивать определённую сумму от зарплаты Эриха лично ей, а не герцогу; также он дарил ей подарки, выдал патент на разработку некоторых золотых приисков и право на наследование Эрихом поместья её матери в испанской Тортоне после её смерти.
В 1582 году Доротея убедила Гранвела рекомендовать Эриха на пост вице-короля Неаполя. Однако Эрих скончался в 1584 году и это не осуществилось. Брак был бездетным. После смерти Эриха Доротея жила со своей матерью в Тортоне. В 1589 году она познакомилась со своей племянницей Кристиной Лотарингской в Лионе и сопровождала её на свадьбу с великим герцогом Тосканским в Марселе.
В 1597 году она вышла замуж за бургундского дворянина Марка де Ри, маркиза де Варамбона, который умер год спустя, в декабре 1598 года. В 1608 году она вернулась в Лотарингию, чтобы ухаживать за своим умирающим братом. Она оставалась в Лотарингии до конца своей жизни и умерла в 1621 году в возрасте 76 лет. Она была похоронена в Нанси.